# 1722
| [ Edytuj tabelę ]              | |
| Król Polski                    | - 1709 August II Mocny 1733 |
| Król Afganistanu               | - 1715 Mahmud Chan 1725 |
| Współksiążęta Andory           | - 1714 Simeó de Guinda y Apéztegui 1737 - 1715 Ludwik XV 1774                                                                                          |
| Elektor Bawarii                | - 1679 Maksymilian II Emanuel 1726 |
| Sułtan Brunei                  | - 1705 Hussin Kamaluddin 1730 |
| Cesarz Chin                    | - 1661 Kangxi 1722 - 1722 Yongzheng 1735 |
| Król Czech                     | - 1711 Karol VI Habsburg 1740 |
| Król Danii                     | - 1699 Fryderyk IV 1730 |
| Dalajlama                      | - 1708 Kelzang Gjaco 1757 |
| Cesarz Etiopii                 | - 1721 Bekaffa 1730 |
| Król Francji                   | - 1715 Ludwik XV 1774 |
| Król Hiszpanii                 | - 1700 Filip V 1724 |
| Landgraf Hesji-Kassel          | - 1670 Karol I Heski 1730 |
| Stadhouder Holandii            | - 1702 drugi okres bez stadhoudera 1747 |
| Szach Iranu                    | - 1694 Sultan Husajn 1722 - 1722 Mahmud Chan 1725 |
| Państwo Wielkich Mogołów       | - 1720 Mohammed Szah 1748 |
| Król Irlandii                  | - 1714 Jerzy I Hanowerski 1727 |
| Cesarz Japonii                 | - 1709 Nakamikado 1735 |
| Kalif                          | - 1703 Ahmed III 1736 |
| Patriarcha Konstantynopola     | - 1716 Jeremiasz III 1726 |
| Władca Korei                   | - 1720 Kyŏngjong 1724 |
| Książę Liechtensteinu          | - 1721 Józef Jan 1732 |
| Sułtan Maroka                  | - 1672 Maulaj Isma’il 1727 |
| Książę Monako                  | - 1701 Antoni I 1731 |
| Król Nawarry                   | - 1710 Ludwik XV 1774 |
| Król Norwegii                  | - 1699 Fryderyk IV 1730 |
| Sułtan Omanu                   | - 1719 Sajf II ibn Sultan 1724 |
| Elektor Palatynatu             | - 1716 Karol III Filip 1742 |
| Papież                         | - 1721 Innocenty XIII 1724 |
| Książę Parmy i Piacenzy        | - 1694 Franciszek 1727 |
| Król Portugalii                | - 1706 Jan V 1750 |
| Król w Prusach                 | - 1713 Fryderyk Wilhelm I 1740 |
| Car Rosji                      | - 1682 Piotr I Wielki 1725 |
| Cesarz Rzymski (niemiecki)     | - 1711 Karol VI Habsburg 1740 |
| Kapitanowie Regenci San Marino | - 1721 Bernardino Leonardelli Francesco Giangi 1722 - 1722 Francesco Maria Belluzzi Marino Beni 1722 - 1722 Valerio Maccioni Pier Antonio Ugolini 1723 |
| Elektor Saksonii               | - 1694 Fryderyk August I (król Polski) 1733 |
| Król Sardynii                  | - 1720 Wiktor Amadeusz II 1730 |
| Król Szwecji                   | - 1720 Fryderyk I Heski 1751 |
| Król Tajlandii                 | - 1709 Tai Sa 1733 |
| Sułtan Turków                  | - 1703 Ahmed III 1730 |
| Doża Wenecji                   | - 1709 Giovanni Cornaro 1722 - 1722 Sebastiano Mocenigo 1732                                                                                           |
| Król Węgier                    | - 1711 Karol III 1740 |
| Monarcha Wielkiej Brytanii     | - 1714 Jerzy I 1727 |
| Premier Wielkiej Brytanii      | - 1721 Robert Walpole 1742 |

Rok 1722 / MDCCXXII
stulecia: XVII wiek ~
XVIII wiek ~
XIX wiek

lata: 1712 «
1717 «
1718 «
1719 «
1720 «
1721 «
1722
» 1723
» 1724
» 1725
» 1726
» 1727
» 1732

## Wydarzenia w Polsce
- W Wysokiem Mazowieckiem zbudowano pierwszą żydowską synagogę.

## Wydarzenia na świecie
- 8 marca – zwycięstwo wojsk afgańskich nad irańskimi w bitwie pod Gulnabadem.
- 5 kwietnia – holenderski admirał i podróżnik Jacob Roggeveen odkrył Wyspę Wielkanocną na Pacyfiku.
- 6 kwietnia – Tapiawa (później Gwardiejsk w obwodzie królewieckim) uzyskała prawa miejskie.
- 25 października – Ludwik XV został koronowany w Reims na króla Francji.

- Holenderski żeglarz Jacob Roggeveen odkrył Tuamotu i Wyspy Samoa.

## Urodzili się
- 12 stycznia – Nicolas Luckner, francuski wojskowy, generał pochodzenia niemieckiego, marszałek Francji (zm. 1794)
- 29 stycznia – Luiza Amelia z Brunszwiku-Wolfenbüttel, księżna pruska (zm. 1780)
- 23 maja – Klaudiusz Franciszek Gagnières des Granges, francuski jezuita, męczennik, błogosławiony katolicki (zm. 1792)
- 5 sierpnia – Maria Hanowerska, księżniczka Wielkiej Brytanii (zm. 1772)
- 27 września – Samuel Adams, amerykański polityk, pisarz, politolog i browarnik (zm. 1803)
- 18 listopada – Jeffrey Watson, angielski zegarmistrz, z zamiłowania fizyk teoretyk, samouk (zm. 1796)
- 1 grudnia – Anna Louisa Karsch, niemiecka poetka okresu oświecenia (zm. 1791)
- 21 grudnia – Paisjusz Wieliczkowski, święty prawosławny, teolog (zm. 1794)

- data dzienna nieznana: 
  - John Elphinston, angielski i rosyjski wojskowy (zm. 1785)
  - Edward Hay, polityk i dyplomata brytyjski (zm. 1779)
  - Jacek Jezierski, kasztelan łukowski, publicysta i działacz gospodarczy (zm. 1805)
  - Mir Taki Mir, poeta indyjski, piszący w języku urdu (zm. 1810)
  - Alejandro O’Reilly, hiszpański polityk i urzędnik, drugi kolonialny hiszpański gubernator Luizjany (zm. 1794)
  - Antoine-René de Voyer de Paulmy, markiz d’Argenson, dyplomata francuski (zm. 1787)
  - Iwan Weymarn, rosyjski generał-kwatermistrz (zm. 1792)
  - Karol Wodziński, parokrotnie poseł na sejm (zm. 1794)
  - Aleksander Paweł Zatorski, prozaik związany z kręgiem Biblioteki Załuskich (zm. 1752)

## Zmarli
- 16 czerwca – John Churchill, książę Malborough, polityk, dowódca wojsk brytyjskich.

## Święta ruchome
- Tłusty czwartek: 12 lutego
- Ostatki: 17 lutego
- Popielec: 18 lutego
- Niedziela Palmowa: 29 marca
- Wielki Czwartek: 2 kwietnia
- Wielki Piątek: 3 kwietnia
- Wielka Sobota: 4 kwietnia
- Wielkanoc: 5 kwietnia
- Poniedziałek Wielkanocny: 6 kwietnia
- Wniebowstąpienie Pańskie: 14 maja
- Zesłanie Ducha Świętego: 24 maja
- Boże Ciało: 4 czerwca